# Danny Clark
Daniel „Danny“ Clark OAM (* 30. August 1951 in Launceston, Tasmanien) ist ein ehemaliger australischer Bahnradsportler und vierfacher Weltmeister.

## Sportliche Laufbahn
Seinen ersten internationalen Erfolg hatte Danny Clark bei den Olympischen Sommerspielen 1972 in München, als er im 1000-Meter-Zeitfahren auf der Bahn die Silbermedaille errang.  Nachdem er dreimal Australischer Meister geworden war, trat er zu den Profis über.
Noch im selben Jahr gewann Clark gemeinsam mit Fred Atkins in Sydney sein erstes Sechstagerennen. Anschließend siedelte er nach Europa über, da dort seine beruflichen Aussichten als Radprofi wesentlich besser waren. Lange Jahre lebte er in Belgien.
Mit seinem Landsmann Donald Allan feierte er in der Saison 1976/77 seinen ersten Sechstage-Sieg in Europa bei den Sixdays in Gent; gemeinsam errangen sie 15 Erfolge bei Sechstagerennen. Mit dem Briten Tony Doyle siegte er bei weiteren 19 Sechstagerennen. Insgesamt startete Clark bei 235 Sechstagerennen in seiner 23-jährigen Profi-Karriere und erzielte 74 Siege; damit liegt er in der „ewigen Liste“ der Sechstage-Sieger auf dem zweiten Platz hinter Patrick Sercu. Zu seinen weiteren Partnern gehörten Fahrer wie Francesco Moser, René Pijnen, Urs Freuler und Dietrich Thurau. Sein letztes Sechstagerennen gewann er im November 1995 mit 44 Jahren in Dortmund (mit Rolf Aldag) und ist damit der bisher älteste Rennfahrer, dem das gelang (Stand 2019).
Neben seinen Erfolgen bei Sechstagerennen wurde der vielseitige Clark siebenmal Europameister im Omnium sowie jeweils dreimal Derny- und Madison-Europameister. 1980 wurde er zudem der erste Weltmeister in der Disziplin Keirin und konnte 1981 diesen Erfolg wiederholen; 1988 und 1991 errang er den Weltmeistertitel der Steher. 1982 gewann er das Eintagesrennen Rund um Frankfurt.
Bei den Sechstagerennen war Clark nicht nur als Rennfahrer, sondern auch als Entertainer gefragt: Oftmals trat er in den Rennpausen mit Gesangseinlagen auf, zu denen er sich selbst musikalisch mit der Gitarre begleitete.
1989 wurde Clark, der wieder in Australien lebt, australischer Meister auf dem Hochrad über eine Meile. 2014 schoß er in Bremen die 50. Auflage des Sechstagerennens an, gewann im Alter von 62 Jahren das All-Star Rennen und trat jeden Abend als Musiker auf.
Im Dezember 2014 startete der inzwischen 63-jährige Danny Clark bei der australischen Meisterschaft im Zweier-Mannschaftsfahren. Gemeinsam mit seinem 21-jährigen Partner George Tansley belegte er Rang 13 unter 18 Mannschaften.
1987 wurde er in die Sport Australia Hall of Fame aufgenommen. Für seine Verdienste um den Radsport wurde er 1989 mit der Medaille des Order of Australia ausgezeichnet. 2001 erhielt er die Centenary Medal.

## Erfolge
| Bahn Meisterschaften 1970 Commonwealth Games – Einerverfolgung 1971 Australischer Meister – 1000-Meter-Zeitfahren 1972 Olympische Spiele – 1000-Meter-Zeitfahren Australischer Meister – 1000-Meter-Zeitfahren 1973 Australischer Meister – 1000-Meter-Zeitfahren, Einerverfolgung 1976 Europameisterschaft – Zweier-Mannschaftsfahren (mit Donald Allan ) 1978 Europa Europameister – Omnium 1979 Europa Europameister – Omnium, Zweier-Mannschaftsfahren (mit Donald Allan ) 1980 Weltmeister – Keirin 1981 Weltmeister – Keirin Weltmeisterschaft – Punktefahren 1984 Europa Europameister – Omnium, Zweier-Mannschaftsfahren (mit Donald Allan ) 1985 Europa Europameister – Derny , Omnium 1986 Weltmeister – Steherrennen Europa Europameister – Derny, Omnium 1987 Europameisterschaft – Derny 1988 Weltmeister – Steherrennen Europa Europameister – Omnium, Steherrennen , Zweier-Mannschaftsfahren (mit Tony Doyle ) 1990 Europa Europameister – Derny Australischer Meister – Punktefahren, Zweier-Mannschaftsfahren (mit Robert Burns ) 1991 Weltmeister – Steherrennen 1993 Australischer Meister – Zweier-Mannschaftsfahren (mit Matthew Gilmore ) Sechstagerennen 1974 Sechstagerennen Sydney (mit Frank Atkins ) 1976 Sechstagerennen von Gent (mit Donald Allan ) 1977 Sechstagerennen Münster (mit Donald Allan ) Sechstagerennen Rotterdam (mit René Pijnen ) 1978 Sechstagerennen Rotterdam (mit Freddy Maertens ) Sechstagerennen London (mit Donald Allan ) Sechstagerennen Kopenhagen (mit Donald Allan ) Sechstagerennen von Rotterdam (mit René Pijnen ) Sechstagerennen von Antwerpen (mit Freddy Maertens ) 1979 Bremer Sechstagerennen (mit René Pijnen ) Sechstagerennen von Gent (mit Donald Allan ) Sechstagerennen Maastricht (mit Donald Allan ) 1980 Sechstagerennen Hannover (mit Donald Allan ) Sechstagerennen Köln (mit René Pijnen ) Six Days of London (mit Donald Allan ) Sechstagerennen München (mit Donald Allan ) Sechstagerennen Münster (mit Donald Allan ) Sechstagerennen Grenoble (mit Bernard Thévenet ) 1981 Sechstagerennen München (mit Donald Allan ) Sechstagerennen von Rotterdam (mit Donald Allan ) | 1982 - Sechstagerennen Dortmund (mit Henry Rinklin) - Sechstagerennen von Gent (mit Donald Allan) - Sechstagerennen Herning (mit Donald Allan) 1983 - Berliner Sechstagerennen (mit Tony Doyle) - Sechstagerennen Dortmund (mit Tony Doyle) 1984 - Berliner Sechstagerennen (mit Horst Schütz) - Sechstagerennen Maastricht (mit René Pijnen) 1985 - Berliner Sechstagerennen (mit Hans-Henrik Ørsted) - Sechstagerennen Köln (mit Dietrich Thurau) - Sechstagerennen Maastricht (mit Tony Doyle) - Sechstagerennen von Rotterdam (mit René Pijnen) 1986 - Sechstagerennen Bassano del Grappa (mit Roberto Amadio und Francesco Moser) - Berliner Sechstagerennen (mit Tony Doyle) - Sechstagerennen Dortmund (mit Tony Doyle) - Sechstagerennen von Gent (mit Tony Doyle) - Sechstagerennen Kopenhagen (mit Tony Doyle) - Sechstagerennen Launceston (mit Tony Doyle) - Sechstagerennen Paris (mit Bernard Vallet) - Sechstagerennen von Rotterdam (mit Francesco Moser) 1987 - Bremer Sechstagerennen (mit Dietrich Thurau) - Sechstagerennen Dortmund (mit Roman Hermann) - Sechstagerennen von Gent (mit Etienne De Wilde) - Sechstagerennen Kopenhagen (mit Tony Doyle) - Sechstagerennen Maastricht (mit Tony Doyle) - Sechstagerennen von Rotterdam (mit Pierangelo Bincoletto ) 1988 - Sechstagerennen Bassano del Grappa (mit Francesco Moser) - Berliner Sechstagerennen (mit Tony Doyle) - Bremer Sechstagerennen (mit Tony Doyle) - Sechstagerennen Dortmund (mit Tony Doyle) - Sechstagerennen München (mit Tony Doyle) - Sechstagerennen Münster (mit Tony Doyle) - Sechstagerennen Paris (mit Tony Doyle) - Sechstagerennen von Rotterdam (mit Tony Doyle) 1989 - Sechstagerennen Bassano del Grappa (mit Adriano Baffi) - Sechstagerennen Köln (mit Tony Doyle) - Sechstagerennen Stuttgart (mit Uwe Bolten) - Sechstagerennen Kopenhagen (mit Urs Freuler) - Sechstagerennen Grenoble (mit Gilbert Duclos-Lassalle) 1990 - Sechstagerennen von Gent (mit Roland Günther) - Sechstagerennen München (mit Tony Doyle) - Bremer Sechstagerennen (mit Roland Günther) - Sechstagerennen Kopenhagen (mit Jens Veggerby) 1991 - Sechstagerennen Dortmund (mit Rolf Aldag) - Sechstagerennen Kopenhagen (mit Jens Veggerby) 1992 - Sechstagerennen Kopenhagen (mit Urs Freuler) - Sechstagerennen Stuttgart (mit Pierangelo Bincoletto ) 1993 - Sechstagerennen Buenos Aires (mit Marcelo Alexandre) 1994 - Sechstagerennen von Gent (mit Etienne De Wilde) - Bremer Sechstagerennen (mit Andreas Kappes) 1995 - Sechstagerennen Dortmund (mit Rolf Aldag) - Sechstagerennen Kopenhagen (mit Jimmi Madsen) - Sechstagerennen Stuttgart (mit Etienne De Wilde) 2000 - Sechstagerennen Nouméa (mit Graeme Brown) 1979 - Petegem-aan-de-Leie 1987 - Omloop Schelde-Durme 2000 - eine Etappe Tasmanien-Rundfahrt |

## Literatur

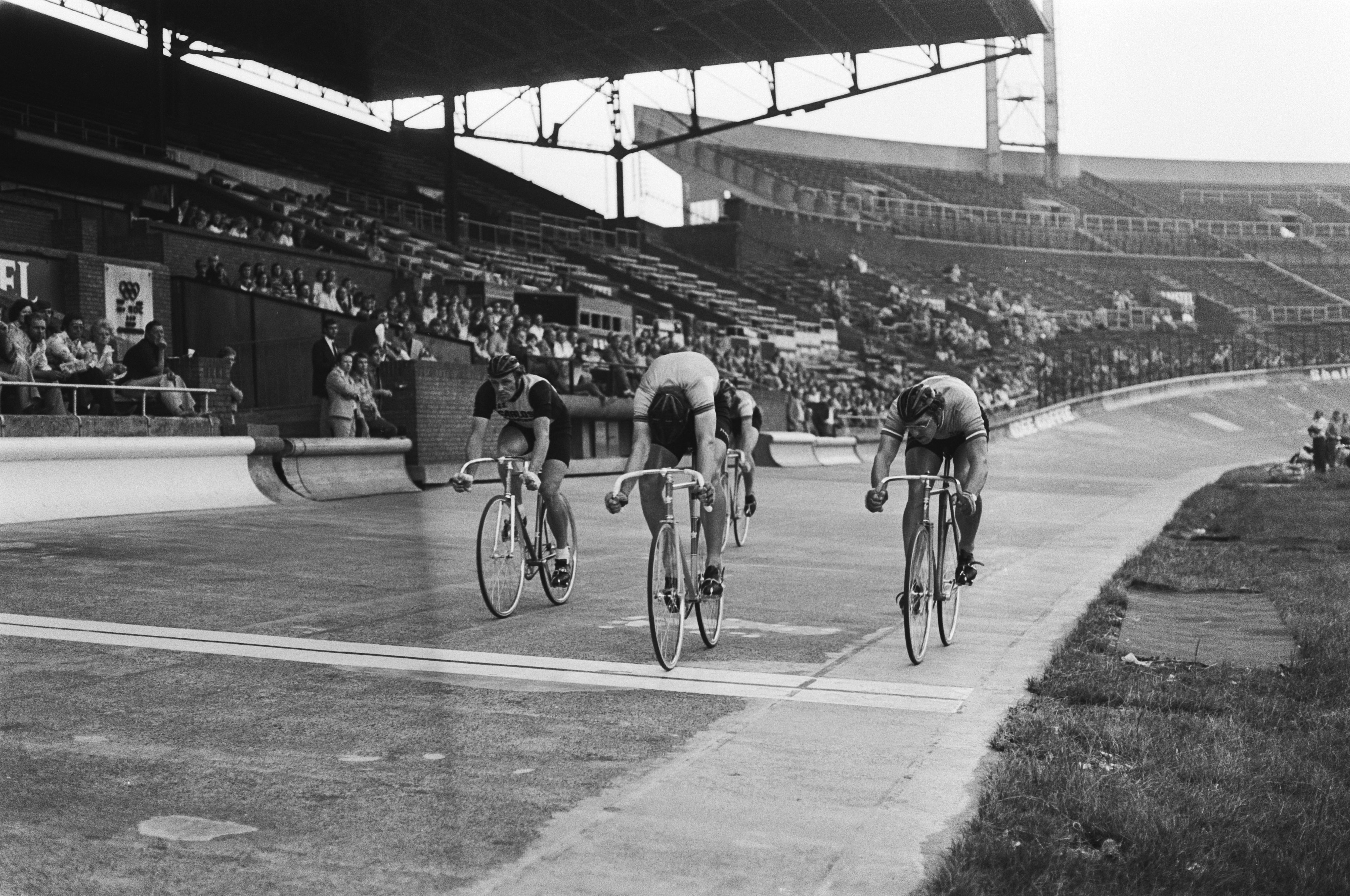
Clark (l.) bei einem Bahn-Wettbewerb im Amsterdamer Olympiastadion (1976)